# 無綫電視體育節目列表
本條目列出無綫電視所製作的體育節目。

註：節目名稱前的為該節目於無綫電視的首播日期及頻道，節目名稱後的為該節目的結束播放日期(如有)。

## 常規體育節目
- 1979年__月__日翡翠台：刺激運動大會串
- 1980年9月7日-2018年7月7日翡翠台：體育世界
- 1981年__月__日-1982年__月__日翡翠台：翡翠大看台
- 1984年10月1日-2009年6月翡翠台：球迷世界
- 1988年12月6日-1989年3月28日翡翠台：翡翠大擂台
- 1988年12月8日-1989年__月__日翡翠台：體壇焦點
- 1989年4月2日-1989年__月__日翡翠台：體壇脈搏
- 19__年__月__日明珠台：星期日體育精華
- 1999年7月__日翡翠台：車迷動感世界
- 2000年9月__日翡翠台、明珠台：無綫英格蘭足總盃精華
- 2000年__月__日-2001年__月__日翡翠台：本週球壇精選
- 2007年11月6日明珠台：NBA精華速遞
- 2007年11月2日翡翠台：我要NBA
- 2018年11月10日-2023年12月2日無綫財經·資訊台：體育新世界
- 2024年3月9日翡翠台：J Sport

## 週年體育競賽

### 夏季奧林匹克運動會系列
- 1984年7月29日翡翠台：奧運直播室
- 1988年9月17日翡翠台：奧運直播室
- 1992年7月25日翡翠台：九二巴塞隆拿奧運系列
- 1996年3月__日翡翠台：96亞特蘭大奧運獎門人
- 1996年4月__日翡翠台：穿梭奧運100年（主持：潘宗明、劉倩怡、楊婉儀）
- 1996年5月__日翡翠台：奧運群星智激鬥（主持：李克勤、陳妙瑛、梁榮忠）
- 1996年7月__日翡翠台：FUN秒必爭智激奧運會
- 1996年7月20日翡翠台：奧運通天直播
- 2000年8月__日翡翠台：奧運大玩特玩（主持：阮兆祥、顧紀筠）
- 2000年9月16日翡翠台：奧運第一現場
- 2004年6月__日翡翠台：爭金奪標Get Set Go
- 2004年6月19日翡翠台：NUMBER 1紅星陸運會
- 2004年7月24日翡翠台：NUMBER 1紅星水運會
- 2004年8月14日翡翠台：雅典奧運No.1直播室
- 2007年3月26日翡翠台：中國奧運精英大檢閱(主持：韓毓霞)至2007年7月27日
- 2007年3月26日翡翠台：奧運娃娃叫至2007年10月26日
- 2007年3月27日翡翠台：盛世奧運500日倒數
- 2007年0_月__日明珠台：北京奧運前奏
- 奧運玩得叻(共二輯)
  - 2007年3月31日翡翠台：奧運玩得叻超級預賽(主持：陳百祥)
  - 2007年4月11日翡翠台：奧運玩得叻(主持：陳百祥)至2007年8月31日
- 2007年4月5日翡翠台：奧運馬術全城睇
- 2007年8月8日翡翠台：京港心連心倒數迎奧運(主持：鄭裕玲、李浩林、鄧健泓、王貽興)
- 2007年8月8日明珠台：北京奧運1年倒數
- 2007年8月13日翡翠台：聯想奧運聖火全面睇(主持：朱凱婷)至2007年9月21日
- 2007年9月7日翡翠台：奧運之城(主持：葉翠翠)(香港中國旅行社特約)至2007年11月9日
- 2007年10月13日翡翠台：300日倒數迎奧運
- 2007年10月19日翡翠台：聯想奧運火炬手選拔賽
- 2007年11月16日翡翠台：高科技奧運至2007年11月30日
- 2007年12月7日翡翠台：奧運英雄會(呈獻)
- 2008年1月14日翡翠台：奧運日日新
- 2008年1月20日翡翠台：「齊保育·愛環保」奧運200日倒數
- 2008年--月--日明珠台：北京奧運火炬全球跑
- 2008年8月2日高清翡翠台：高清奧運熱身賽
- 2008年8月5日翡翠台：北京飄起五環旗
- 2008年8月7日高清翡翠台：高清奧運你準備好未
- 2008年8月8日翡翠台、高清翡翠台：北京奧運你準備好未
- 2008年8月6日高清翡翠台：京奧初對戰至2008年8月8日
- 2008年8月8日翡翠台、明珠台、高清翡翠台：北京奧運2008開幕禮
- 2008年8月9日高清翡翠台：高清睇奧運
- 2008年8月9日翡翠台：奧運前線730至2008年8月24日
- 2008年8月9日翡翠台：北京奧運直擊至2008年8月24日
- 2008年8月9日高清翡翠台：高清奧運直擊至2008年8月24日
- 2008年8月9日翡翠台：北京奧運今日焦點至2008年8月24日
- 2008年8月9日明珠台：北京奧運2008直播至2008年8月24日
- 2008年8月9日J2：J2-O1(主持：司徒瑞祈、曾愛媚)至2008年8月24日
- 2008年8月24日翡翠台、明珠台、高清翡翠台：北京奧運2008閉幕禮
- 2008年8月24日翡翠台、高清翡翠台：京奧最難忘
- 2008年8月30日翡翠台、明珠台、高清翡翠台、J2：奧運精英匯香江
- 2008年8月30日翡翠台：北京奧運完全睇
- 2008年8月30日翡翠台、高清翡翠台：奧運金牌精英大匯演
- 2008年8月30日翡翠台、高清翡翠台：京奧最精彩
- 2008年9月7日翡翠台、高清翡翠台：北京2008殘奧會今日焦點
- 2008年9月6日明珠台：北京2008殘奧會開幕禮
- 2008年9月17日明珠台：北京2008殘奧會閉幕禮
- 2012年7月28日翡翠台：倫敦奧運開幕大派對（藝人主持：鄭裕玲、陳百祥、李克勤　體育主持：鍾志光、李思雅、潘宗明、鍾伯光）
- 2012年7月28日明珠台：倫敦奧運開幕禮（粵語主持：鍾志光、李思雅、潘宗明、鍾伯光、徐嘉樂、潘文迪、雷禮義、鄭景亮、江嘉良、劉永松；英文主持：John Levelt、Glen Joe）
- 2012年7月28日明珠台：倫敦奧運直播（粵語主持：鍾志光、李思雅、潘宗明、鍾伯光、徐嘉樂、陳恩能等；英文主持：John Levelt、Glen Joe、Don Bozarth、Andrew Sams）至2012年8月13日
- 2012年7月28日翡翠台：倫敦奧運一齊睇（主持：鍾志光、李思雅、潘宗明、鍾伯光）至2012年8月13日
- 2012年8月13日明珠台：倫敦奧運閉幕禮（粵語主持：鍾志光、李思雅、潘宗明、鍾伯光、潘文迪、鄭景亮、劉永松；英文主持：John Levelt、Glen Joe、Don Bozarth、Andrew Sams）
- 2016年8月6日翡翠台、明珠台：里約奧運2016開幕典禮
- 2016年8月6日翡翠台：里約奧運 全面睇至2016年8月21日
- 2016年8月6日翡翠台：里約奧運 走在第一線至2016年8月21日
- 2016年8月6日明珠台：里約奧運 每日精華至2016年8月19日
- 2016年8月6日J5：里約奧運 全線直擊至2016年8月21日
- 2016年8月6日翡翠台：里約奧運 直擊專區至2016年8月21日
- 2016年8月7日明珠台：里約奧運 賽事直擊至2016年8月21日
- 2016年8月8日翡翠台：里約奧運 早晨戰報至2016年8月20日
- 2016年8月8日翡翠台：里約奧運 今日焦點至2016年8月19日
- 2016年8月15日J2：里約奧運 焦點直擊
- 2016年8月22日翡翠台、明珠台、J5：里約奧運2016閉幕典禮
- 2016年8月28日翡翠台、J5：奧運精英顯風采
- 2016年8月28日翡翠台：奧運精英約定你
- 2021年6月28日J2：明星運動會前哨戰 : Fight 盡
- 2021年7月4日翡翠台：明星運動會
- 2021年7月12日明珠台：迎接東奧至2021年7月23日
- 2021年7月14日翡翠台、J2：東京五輪直送至2021年7月30日
- 2021年7月23日翡翠台、J2：2020東京奧運開幕典禮
- 2021年7月24日翡翠台：2020東京奧運 第一戰線至2021年8月8日
- 2021年7月24日翡翠台：2020東京奧運 午間直擊至2021年8月8日
- 2021年7月24日翡翠台：2020東京奧運 黃金戰報至2021年8月8日
- 2021年7月24日翡翠台：2020東京奧運 深夜精華至2021年8月8日
- 2021年7月24日J2：2020東京奧運 早上直送至2021年8月8日
- 2021年7月24日J2：2020東京奧運 午後直送至2021年8月8日
- 2021年7月24日J2：2020東京奧運 焦點直送至2021年8月8日
- 2021年7月24日明珠台：2020東京奧運 早晨精華至2021年8月8日
- 2021年7月24日明珠台：2020東京奧運 晚間精華至2021年8月8日
- 2021年7月24日無綫財經·資訊台：2020東京奧運 直擊專區至2021年8月7日
- 2021年8月8日翡翠台、無綫財經·資訊台：2020東京奧運閉幕典禮
- 2021年8月24日無綫財經·資訊台：2020東京殘奧開幕典禮
- 2021年8月25日無綫財經·資訊台：繼續撐! 2020東京殘奧至2021年9月5日
- 2021年9月5日無綫財經·資訊台：2020東京殘奧閉幕典禮
- 2024年7月27日翡翠台、TVB Plus：2024巴黎奧運開幕典禮
- 2024年7月27日翡翠台、TVB Plus：2024巴黎奧運 第一戰報至2024年8月11日
- 2024年7月27日翡翠台、TVB Plus：2024巴黎奧運 全城聚焦至2024年8月11日
- 2024年7月27日翡翠台：2024巴黎奧運 下午直擊至2024年8月11日
- 2024年7月27日翡翠台：2024巴黎奧運 黃金直擊至2024年8月11日
- 2024年7月27日翡翠台：2024巴黎奧運 重點直擊至2024年8月11日
- 2024年7月27日TVB Plus：2024巴黎奧運 下午全城撐至2024年8月11日
- 2024年7月27日TVB Plus：2024巴黎奧運 今晚全城撐至2024年8月10日
- 2024年7月27日TVB Plus：2024巴黎奧運 通宵全城撐至2024年8月10日
- 2024年7月27日明珠台：2024巴黎奧運 每日精華至2024年8月12日
- 2024年7月27日明珠台：2024巴黎奧運 直擊至2024年8月10日
- 2024年7月28日明珠台：2024巴黎奧運 早晨精華至2024年8月12日
- 2024年8月12日翡翠台、TVB Plus：2024巴黎奧運閉幕典禮

### 冬季奧林匹克運動會系列
- 1984年3月翡翠台、明珠台各播出三集 1984 Sarajevo Winter Olympics Highlights 萨拉热窝冬季奥运精华
- 2014年2月7日翡翠台、高清翡翠台、明珠台、TVB體育台：2014索契冬季奥运会开幕礼
- 2014年2月8日高清翡翠台、TVB體育台：2014索契冬季奥运会直擊至2014年2月23日
- 2014年2月23日翡翠台、高清翡翠台：2014索契冬季奥运会閉幕礼
- 2018年2月9日無綫財經·資訊台：2018平昌冬季奥运会 - 开幕礼
- 2018年2月9日翡翠台：2018平昌冬季奥运会 - 战报快递至2018年2月25日
- 2018年2月10日無綫財經·資訊台：2018平昌冬季奥运会 - 赛事直击至2018年2月25日
- 2018年2月10日無綫財經·資訊台：2018平昌冬季奥运会 - 精采全接触至2018年2月25日
- 2018年2月25日無綫財經·資訊台：2018平昌冬季奥运会 - 闭幕礼
- 2022年1月29日翡翠台：冬奧日記
- 2022年2月4日翡翠台、J2：2022北京冬季奧運會開幕典禮
- 2022年2月5日翡翠台：冬奧速遞至2022年2月19日
- 2022年2月5日翡翠台：2022北京冬季奧運會 每日焦點至2022年2月20日
- 2022年2月5日J2：2022北京冬季奧運會 早上直擊至2022年2月20日
- 2022年2月5日J2、無綫財經·資訊台：2022北京冬季奧運會 黃金直擊至2022年2月20日
- 2022年2月5日明珠台：2022北京冬季奧運會 早晨精華至2022年2月21日
- 2022年2月5日明珠台：2022北京冬季奧運會 晚間精華至2022年2月20日
- 2022年2月20日翡翠台、J2：2022北京冬季奧運會 閉幕典禮

### 夏季亞洲運動會系列
- 1982年11月19日翡翠台：第九屆亞洲運動會
- 1986年9月20日翡翠台：86亞運會 - 漢城亞運
- 1990年9月22日翡翠台：90亞運會 - 衛星直播室
- 1994年10月2日翡翠台：第十二屆亞運會
- 2018年8月13日翡翠台：撐！港隊
- 2023年9月11日翡翠台、J2、財經 體育 資訊台：港隊‧我們

### 世界盃足球賽系列
- 1986年6月__日翡翠台：世界盃零二直播室
- 1990年6月__日翡翠台：90無綫世界盃 - 列強爭霸
- 1994年6月__日翡翠台：94世界盃 - 列強爭霸
- 1998年6月__日翡翠台：98世界盃 - 列強爭霸
- 2002年6月30日翡翠台：無綫一號直播室 - 決戰橫濱
- 2006年5月1日翡翠台：2006世界盃-頂CUP好波 世界盃列強林立
- 2006年5月1日翡翠台：2006世界盃-頂CUP好波 世界盃星級戰將
- 2006年6月10日翡翠台：2006世界盃 - 頂CUP好波
- 2006年6月10日翡翠台：2006世界盃-頂CUP好波 世界盃德FUN速遞
- 2006年6月9日翡翠台：2006世界盃-頂CUP好波 世界盃晚晚有德FUN（主持：李克勤、伍晃榮、林尚義）
- 2014年6月13日翡翠台、高清翡翠台、明珠台、TVB體育台：2014 FIFA巴西世界盃-列強會師至2014年6月27日
- 2014年6月28日TVB体育台:2014 FIFA巴西世界杯-十六强对决至2014年7月2日
- 2014年7月4日翡翠台、高清翡翠台、明珠台、TVB體育台：2014 FIFA巴西世界盃-八強奪位至2014年7月6日
- 2014年7月9日翡翠台、高清翡翠台、明珠台、TVB體育台：2014 FIFA巴西世界盃-四強爭霸至2014年7月10日

### 中華人民共和國全國運動會系列
- 1987年11月20日翡翠台：第六屆全運會開幕禮
- 1987年11月20日翡翠台：全運群英會
- 2005年10月3日翡翠台：第十屆全運會速遞
- 2005年10月12日翡翠台：第十屆全運會開幕典禮
- 2005年10月13日翡翠台：十屆全運會 - 今日擂台
- 2005年10月14日翡翠台：第十屆全運會 - 南京直擊
- 2005年10月23日翡翠台：第十屆全運會閉幕典禮
- 2021年9月15日財經·資訊台：第十四屆全運會開幕典禮
- 2021年9月16日至9月23日財經·資訊台：全運會·全民撐
- 2021年9月24日財經·資訊台：第十四屆全運會閉幕典禮

### 長洲搶包山系列
（2009年後由新聞部製作）
- 2006年5月6日翡翠台：長洲搶包山直擊
- 2007年5月25日翡翠台：長洲搶包山直擊(廠主持：鍾志光、郭錦鴻：外景主持：丘雨勤、黃安琪)
- 2008年5月12日翡翠台：長洲搶包山直擊
- 2009年5月2日翡翠台：長洲搶包山（主持：彭國柱）
- 2010年5月21日翡翠台：長洲搶包山（主持：方東昇）
- 2011年5月11日翡翠台：長洲搶包山（主持：彭國柱）
- 2012年4月28日翡翠台：長洲搶包山（主持：鄭詩亭）
- 2013年5月17日翡翠台：長洲搶包山（主持：劉晉安、陳嘉欣）
- 2014年5月6日翡翠台：長洲搶包山（主持：劉晉安、陳嘉欣）
- 2016年5月14日翡翠台：長洲搶包山（主持：劉晉安、陳嘉欣）
- 2017年5月3日翡翠台：長洲搶包山（主持：陳亮均、黃曉瑩）
- 2018年5月22日翡翠台：長洲搶包山（主持：陳焜傑、詹前穎）
- 2019年5月12日翡翠台：長洲搶包山（主持：陳焜傑、趙嘉韻）
- 2023年5月26日翡翠台：長洲搶包山（主持：翟睿敏、林俊謙）
- 2024年5月15日翡翠台：長洲搶包山（主持：翟睿敏、梁永祥）

### 全港運動會系列
- 2007年4月21日翡翠台：第一屆全港運動會開幕典禮 節目網頁 （页面存档备份，存于）
- 2007年5月19日翡翠台：香港足總盃決賽
- 2006年6月9日翡翠台：中銀香港第五十屆體育節嘉年華
- 2013年4月27日翡翠台、高清翡翠台：全民起動第四屆全港運動會 開幕典禮
- 2015年4月25日翡翠台、高清翡翠台：全城躍動 第五屆全港運動會開幕典禮

### FIVB世界女排大獎賽系列
- 2011年8月19日至8月21日翡翠台、J2及明珠台 : 屈臣氏FIVB世界女排大獎賽 - 香港2011
- 2013年8月9日至8月11日翡翠台、J2及明珠台 : 屈臣氏FIVB世界女排大獎賽 - 香港2013
- 2014年8月8日至8月10日翡翠台、J2 : FIVB世界女排大獎賽 - 香港2014
- 2015年7月16日至7月18日翡翠台、J2及高清翡翠台 : FIVB世界女排大獎賽 - 香港2015
- 2016年6月24日至6月26日翡翠台、J2 : FIVB世界女排大獎賽 - 香港2016
- 2017年7月21日至7月23日翡翠台、J5 : FIVB世界女排大獎賽 - 香港2017

### 國際馬術三項賽系列
- 2007年7月26日翡翠台：國際馬術三項賽前奏
- 2007年8月11日明珠台：國際馬術三項賽直擊(翡翠台主持：鄭丹瑞、余文詩、鄭啟明)至2007年8月13日

### 女子世界杯足球赛系列
- 2007年9月30日明珠台：女子世界杯足球賽總決賽2007

### 意大利盃系列
- 2008年11月12日明珠台：烏甸尼斯對里賈納
- 2008年11月13日翡翠台：森多利亞對安玻里
- 2008年11月13日翡翠台：拿玻里對沙蘭力坦拿
- 2008年12月5日翡翠台：AC米蘭對拉素
- 2008年12月17日明珠台：費倫天拿對拖連奴
- 2008年12月18日翡翠台：羅馬對博洛尼亞
- 2009年4月24日翡翠台：意大利盃準決賽 (第二回合) - 祖雲達斯 對 拉素
- 2009年4月25日翡翠台：意大利盃準決賽 (第二回合) - 國際米蘭 對 森多利亞

### 美國NBA系列（2012年7月以前）
- 明珠台：美國NBA籃球赛
  - 明珠台：美國NBA賽季賽（每月一場賽事）
  - 明珠台：美國NBA季後賽（每星期一場賽事）
  - 明珠台：美國NBA總決賽（七場四勝全部賽事）
  - 明珠台：美国NBA全明星賽

### 欧洲国家杯系列
- 2012年6月8日、9日、16日、7月1日翡翠台、高清翡翠台：歐洲國家盃2012

### FIFA洲际国家盃系列
- 2013年6月16日翡翠台、高清翡翠台、明珠台：2013 FIFA洲際國家杯-列強爭霸至2013年6月24日

### WDSF世界體育舞蹈大獎賽系列
- 2013年5月17日翡翠台：2013 WDSF世界體育舞蹈大獎賽
- 2014年6月7日翡翠台：2014 WDSF世界體育舞蹈大獎賽
- 2014年12月24日至26日、31日及2015年2月18日高清翡翠台：2014年WDSF世界體育舞蹈大獎賽
- 2015年6月28日翡翠台：2015 WDSF世界體育舞蹈大獎賽
- 2016年6月19日翡翠台：2016 WDSF世界體育舞蹈大獎賽
- 2017年7月16日翡翠台：2017 WDSF世界體育舞蹈大獎賽
- 2018年9月23日無綫財經·資訊台：2018 WDSF世界體育舞蹈大獎賽

### 其他
- 19__年__月__日翡翠台：省港盃足球賽
- 19__年__月__日翡翠台：賀歲盃足球賽
- 1991年8月24日翡翠台：世界田徑足球賽
- 2007年3月__日翡翠台：香港國際七人欖球賽
  - 2007年3月__日明珠台：世界七人欖球巡迴賽（IRB Sevens World Series）
- 198_年__月__日翡翠台：沙田龍舟競渡
  - 2009年5月28日：己丑年沙田龍舟競渡(主持：安德尊、朱凱婷、鍾志光、韓毓霞、張嘉兒、許瑩)
- 1987年__月__日翡翠台：香港國際龍舟邀請賽
- 19__年__月__日翡翠台：港京拉力賽
- 2000年2月__日翡翠台：渣打馬拉松
- 2002年5月4日翡翠台：英格蘭足總盃決賽 - 阿仙奴 對 車路士
- 2007年10月17日明珠台：NBA中國賽2007至2007年10月21日 節目網頁
- 2008年8月2日明珠台、高清翡翠台：ING挑戰賽
- 2008年9月7日翡翠台：香港甲組足球聯賽 - 南華 對 公民
- 2008年7月28日高清翡翠台：金牌選手大解剖至2008年7月31日
- 2008年12月21日翡翠台、高清翡翠台：高級組銀牌決賽 - 康宏晨曦對天水圍飛馬
- 2008年12月21日明珠台：第十七屆超級工商盃籃球決賽
- 2010年10月13日明珠台：NBA中國賽2010 新澤西網隊對侯斯頓火箭
- 2010年10月16日明珠台：NBA中國賽2010 侯斯頓火箭對新澤西網隊
- 2014年2月21日明珠台：浪琴表香港馬術大師賽 2014
- 2014年7月16日J2：FINA跳水世界杯2014至2014年7月20日
- 2014年8月17日TVB體育台：南京青年奧運會2014 - 直擊至2014年8月27日
- 2014年8月24日翡翠台：世界青少年保齡球錦標賽2014
- 2014年8月30日明珠台：2014年香港壁球公開賽至2014年8月31日
- 2014年8月31日翡翠台、高清翡翠台：2014年社區盃：傑志對南華
- 2014年10月5日翡翠台：FINA韻律泳世界杯2014
- 2014年12月3日至07日明珠台：世界短池游泳錦標賽2014
- 2015年1月6日明珠台：達喀爾汽車拉力賽2015至2015年1月19日
- 2015年2月1日翡翠台：第二十屆超級工商盃國際籃球邀請賽
- 2015年2月13日明珠台：浪琴表香港馬術大師賽 2015
- 2015年7月25日J2：FINA世界游泳錦標賽2015至2015年8月10日
- 2015年8月9日翡翠台：第十六屆亞洲學校保齡球錦標賽
- 2015年8月23日明珠台：2015 北京世界田徑錦標賽至2015年8月31日
- 2016年2月19日明珠台：浪琴表香港馬術大師賽 2016
- 2016年2月22日J5：FINA跳水世界盃2016
- 2017年2月10日明珠台：浪琴表香港馬術大師賽 2017
- 2017年7月30日J5：FINA世界游泳錦標賽2017至2017年8月1日
- 2018年2月9日明珠台：浪琴表香港馬術大師賽 2018
- 2018年10月7日無綫財經·資訊台：青奧·感受未來至2018年10月19日
- 2019年2月15日明珠台：浪琴表香港馬術大師賽 2019
- 2022年10月2日翡翠台：2022/2023香港足總盃

## 賽馬節目（1997-2001、2015-）
- 1997年9月5日翡翠台：馬圈資訊網
- 2005年4月24日翡翠台：精英大師創世紀（女皇銀禧紀念盃）
- 2005年5月14日翡翠台：精英大師創世紀2（首次挑戰1600米的冠軍一哩賽）
- 2009年11月15日翡翠台：馬會125週年紀念馬票開獎大匯演（18:00-18:30播出）
- 2014年9月14日TVB Window：賽馬日全接觸（逢賽馬日及賽馬夜播出）至2015年7月12日
- 2015年9月6日J2：賽馬直擊（逢賽馬日及賽馬夜播出）至2022年8月28日
- 2022年9月5日財經體育資訊台：賽馬直擊（逢賽馬日及賽馬夜播出）